# Leccionario 150

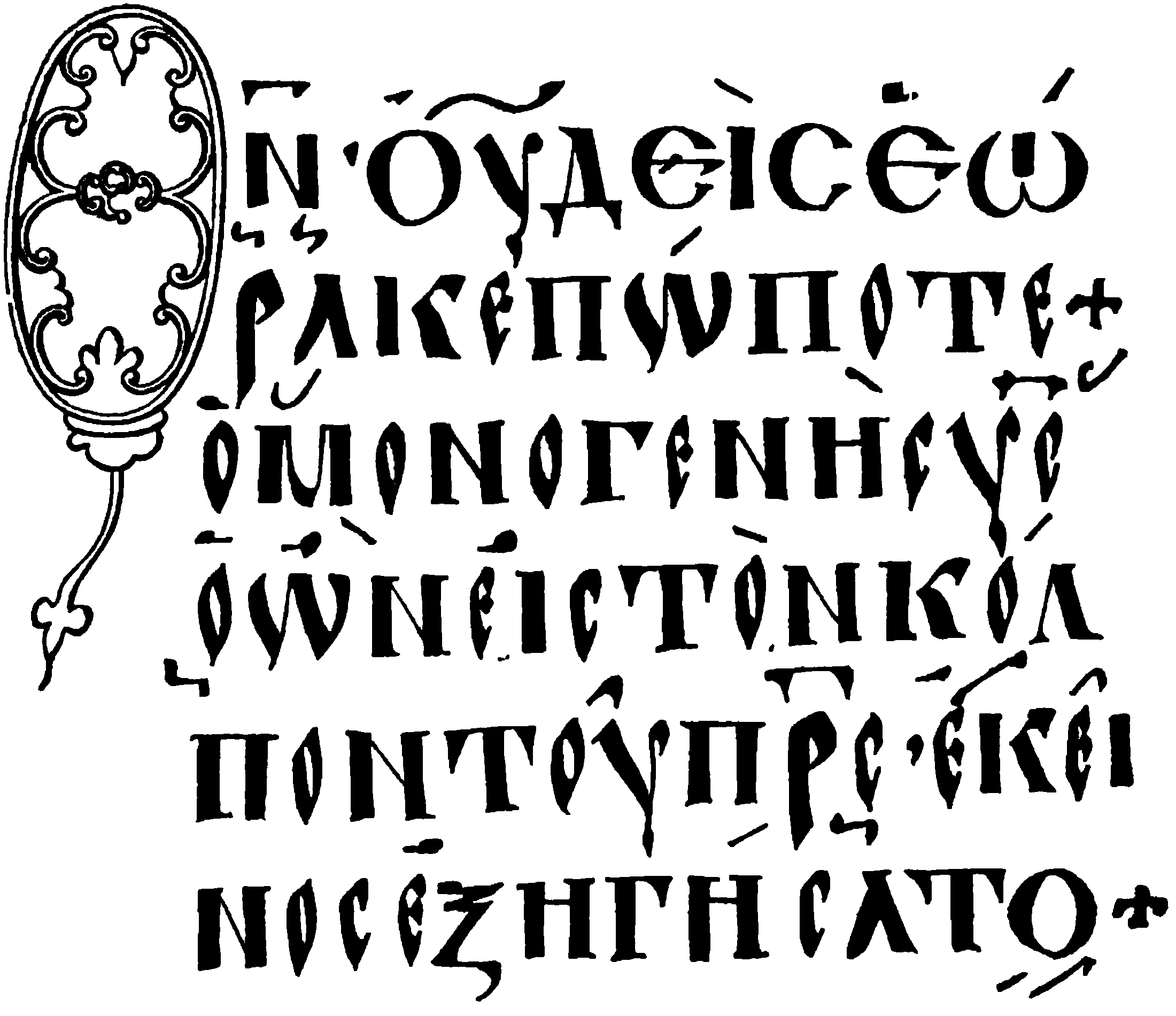

El Leccionario 150 (designado por la sigla ℓ 150 en la clasificación de Gregory-Aland) es un antiguo manuscrito del Nuevo Testamento, paleográficamente fechado del siglo X d. C. y fue escrito en griego.
Son un total de 374 hojas de 35,2 x 26,7 cm. El texto está escrito en dos columnas, con entre 21 líneas por columna. Este códice contiene lecciones de los evangelios.
Actualmente se encuentra en la Biblioteca británica, (MS Harley 5598).